# 孫壹
孫壹，中国三国時代东吴同時期有兩位同姓名的皇族。

## 孫奐子
孫壹（？—259年12月19日），孫奐庶子。孫承之弟，孫封、滕胤妻、呂据妻的兄长。沙羨侯。
234年父亲去世，继位的孫承在243年去世。孫壹守備夏口，任镇南将軍。諸葛恪被誅殺，孫峻命令他和朱績、全煕攻打駐屯公安县的诸葛恪的弟弟諸葛融，諸葛融自殺。以功績为假节、镇軍将軍。
孫綝掌握实权，杀害滕胤、呂据，孫封自殺。孫壹被孫綝怀疑。257年，孫綝支援曹魏諸葛誕反乱，出兵寿春，要清除孫壹，命朱異攻撃孫壹。孫壹知道朱異軍到武昌的目的，带着部曲千人、滕胤妻亡命曹魏。魏任命他为車騎将軍，儀同三司，封吴侯。以废帝曹芳贵人邢氏嫁给了他。邢氏好妒忌，259年，夫妇被下人杀害。

## 孫霸子
孫壹，為魯王孫霸次子，宛陵侯。兄孫基。孫皓即位后剥奪他的爵位，与祖母謝姬流放会稽。